# Phytomyza ilicis
Espèce
Phytomyza ilicis, la mineuse du houx, est une petite espèce d'insectes diptères brachycères, dont la larve est une mineuse des feuilles de Houx.
Les larves des mineuses du houx sont semblables à des asticots ou à des chenilles qui, en creusant des galeries dans l'épaisseur du limbe des feuilles du houx, entre les deux épidermes (supérieur et inférieur), causent des dégâts relatifs : la croissance du houx est peu affectée (sauf en cas d'infestation massive) mais les plants de houx cultivés en pépinière subissent une dépréciation esthétique. Les attaques de mineuse sont assez difficiles à contrer[réf. nécessaire].

## Biologie
Les femelles pondent des œufs au revers des feuilles de houx, à la base de la nervure centrale. La larve endophyte forme une mine assez linéaire qui se termine par une tache jaunâtre à brun-rouge.

## Galerie

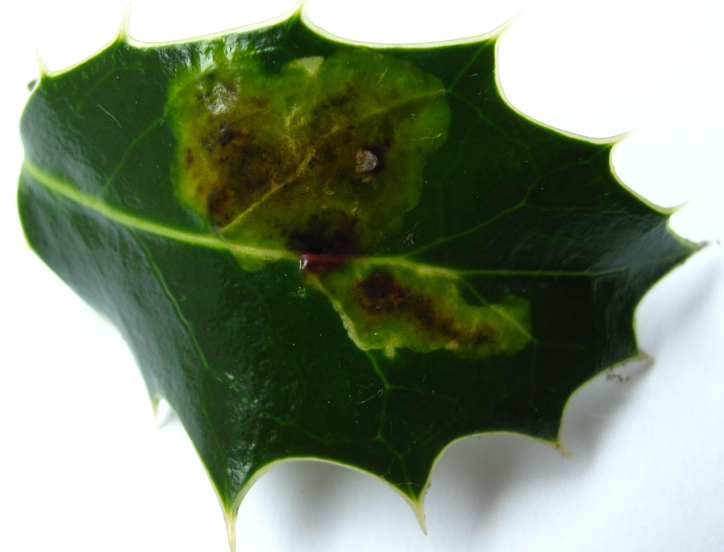
Dans une feuille de Houx, galeries de larves qui se terminent par une tache brune
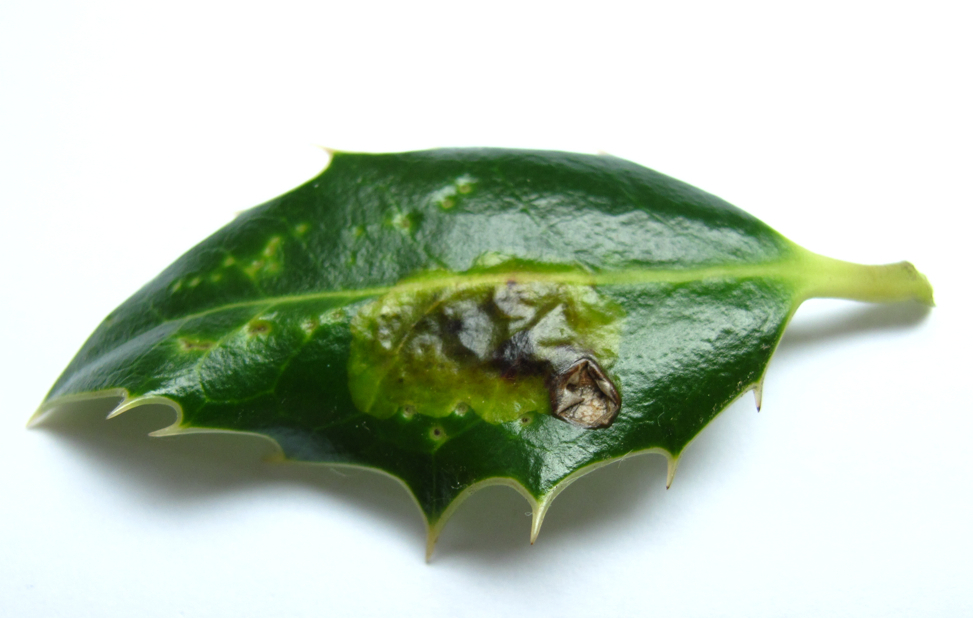
Piqûres de nutrition de la mouche du houx et ancienne mine de sa larve. L'épiderme déchiré marque certainement le trou de bec de la mésange bleue, principale espèce prédatrice de la larve qui entend le bruit qu'elle fait lorsqu'elle s'agite dans sa loge